# Нака (река)
 За едноименният град в Швеция вижте Нака.  
Нака (на японски: 那珂川, по английската Система на Хепбърн Naka-gawa) е река в източната част на остров Хоншу, Япония.
Преминава през територията на префектури Точиги и Ибараки, след което се влива в Тихия океан. Дължината ѝ е около 150 km, напоява площ от 3270 km².